# Harold Isaacs
Harold Robert Isaacs (sinh: 1910- mất: 1986) là một nhà báo và nhà khoa học chính trị người Hoa Kỳ. Isaacs đến Trung Quốc vào năm 1930, tham gia chính trị cánh tả ở Thượng Hải và đã viết cuốn The Tragedy of the Chinese Revolution (Bi kịch của cuộc cách mạng Trung Quốc) về cuộc Bắc phạt (1926-1928), xuất bản lần đầu với lời mở của Lev Davidovich Trotsky. Ông tường thuật Thế chiến II ở Đông Nam Á và Trung Quốc cho tạp chí Newsweek. Năm 1953, Isaacs gia nhập phòng khoa học chính trị tại Viện Công nghệ Massachusetts. Trong những năm sau đó, ông xuất bản Scratches on our Minds: American Images of China and India, American Jews in Israel and The New World of Negro Americans, cùng những ấn phẩm khác. Năm 1980, ông trở lại Trung Quốc với vợ, Viola, và đã viết một tác phẩm về chuyến thăm này, Re-Encounters in China.

## Một vài tác phẩm tiêu biểu
- Five years of Kuomintang reaction (editor) (1932)
- The Tragedy of the Chinese Revolution (1938)
- New cycle in Asia: selected documents in major international development in the Far East, 1943-1947 (editor) (1947)
- Two-thirds of the world: problems of a new approach to the peoples of Asia, Africa, and Latin America (1950)
- Africa: new crisis in the making (1952)
- Scratches on our minds: American images of China and India (1958)
- Emergent Americans; a report on "Crossroads Africa."(1961)
- The new world of Negro Americans (1964)
- India's ex-Untouchables (1965)
- American Jews in Israel (1967)
- No peace for Asia (1947)
- Images of Asia: American views of China and India (1972)
- Straw sandals; Chinese short stories, 1918-1933 (editor)(1974)
- Idols of the tribe: group identity and political change (1975)
- Power and identity: tribalism in world politics (1979)
- Re-encounters in China: notes of a journey in a time capsule (1985)